# Christian Lundgaard
Christian Lundgaard (Hedensted, 23 luglio 2001) è un pilota automobilistico danese che compete in IndyCar con il team Rahal Letterman Lanigan Racing. Dal 2017 al 2022 ha fatto parte della Renault Sport Academy. È figlio del campione europeo di rally Henrik Lundgaard.

## Carriera

### Karting e formule minori
Lundgaard si affaccia al mondo delle corse correndo con i kart dal 2012 al 2016. Ottiene buoni risultati come la vittoria del campionato europeo CIK-FIA classe KFJ nel 2015 e il 3º posto nella WSK Champions Cup nel 2016.
Nel 2017, dopo l'ingresso in Renault Sport Academy, debutta nelle monoposto con il team MP Motorsport vincendo due competizioni di categoria Formula 4: il campionato SMP F4 NEZ e il campionato spagnolo di Formula 4.
Nel 2018 gareggia in Formula Renault, ancora con il team MP Motorsport, conquista quattro vittorie e si piazza secondo nella classifica finale e primo nella classifica degli esordienti.

### GP3 e Formula 3
Sempre nel 2018 partecipa alle due gare di GP3 disputate al circuito Paul Ricard, tagliando il traguardo in 12ª e 13ª posizione.

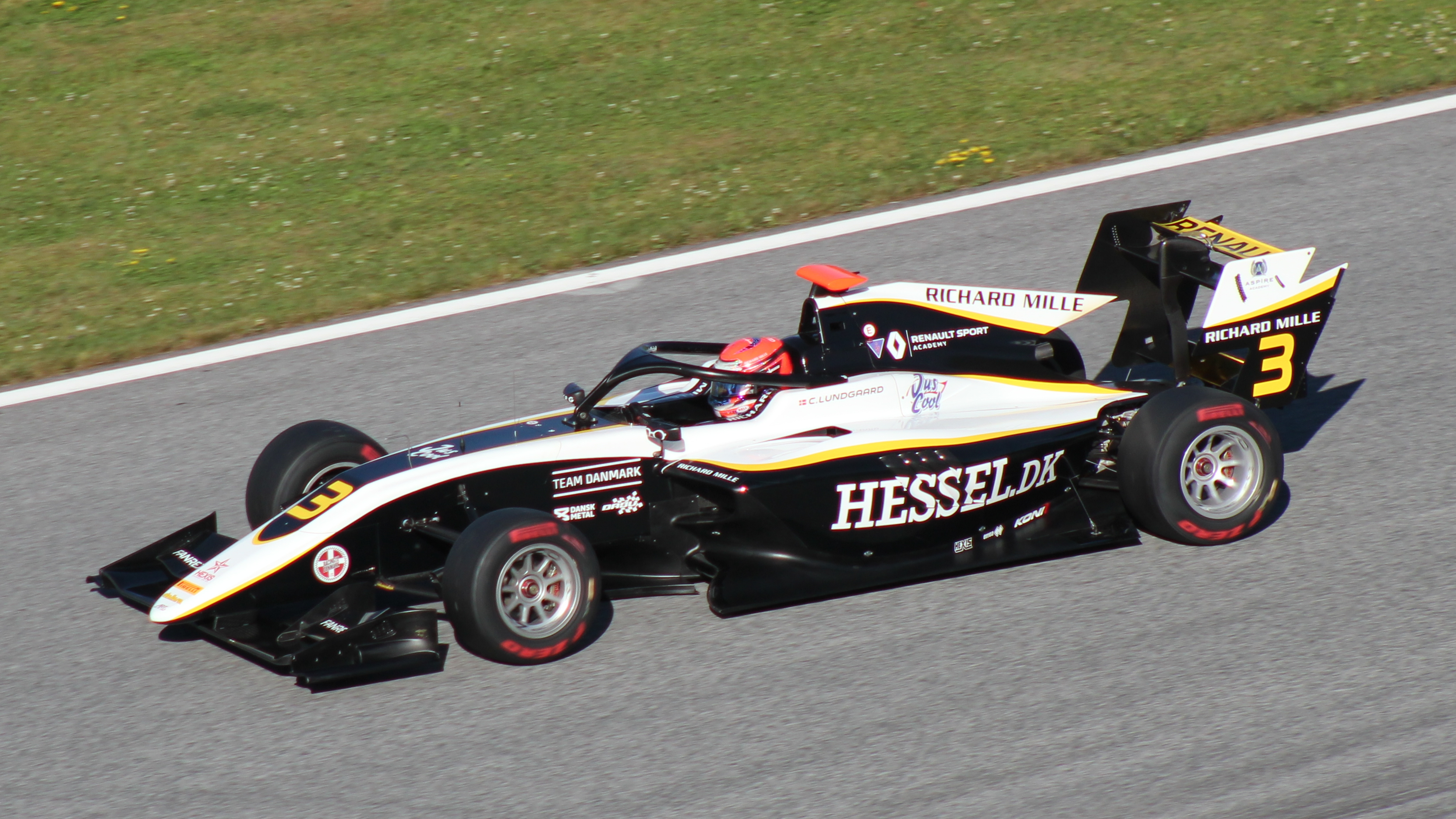
Lundgaard in Formula 3 nel 2019.

Nel 2019 corre con il team ART Grand Prix nel campionato di Formula 3. Nella prima gara disputata all'Hungaroring conquista pole, giro veloce e vittoria, conducendo dall'inizio alla fine. Finisce il campionato al 6º posto in classifica generale.

### Formula 2

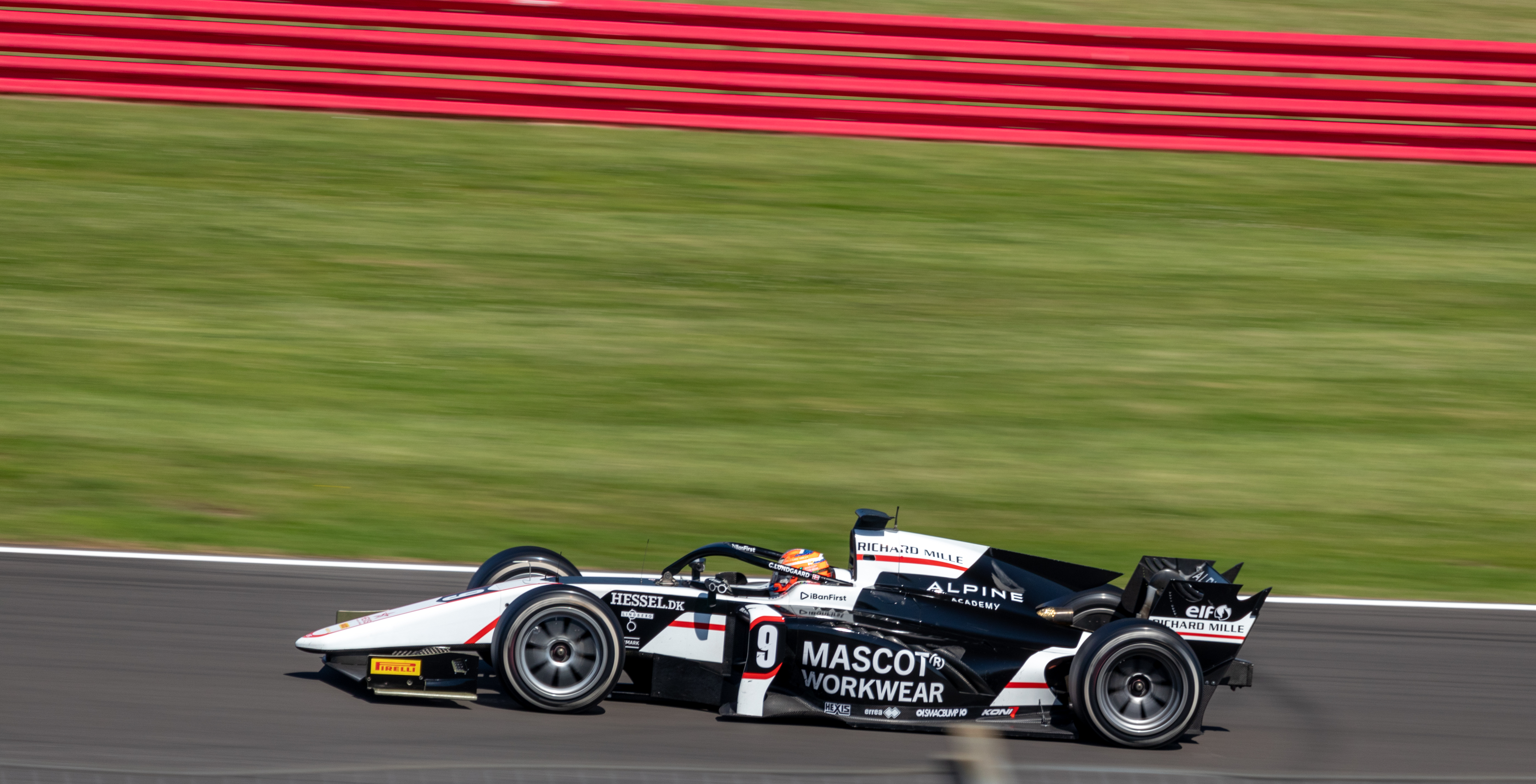
Lundgaard con la ART GP nel 2021.

Debutta in Formula 2 nelle ultime due gare della stagione 2019 con il team Trident.
Nel 2020 corre con il team ART Grand Prix per tutta la stagione. Nel corso del campionato riesce a vincere due Sprint Race, al Red Bull Ring e al Mugello. Lundgaard finisce la stagione con il settimo posto in classifica finale dietro al suo collega della Renault Junior Guanyu Zhou.
Il 10 febbraio ART Grand Prix conferma Lundgaard anche per la stagione 2021. Durante i tre giorni di test pre-stagionali sul circuito di Sakhir Lundgaard si dimostra il più veloce. Nella seconda gara stagionale in Bahrain arriva secondo dietro a Oscar Piastri, mentre nelle sei gare successive arriva a punti una sola volta, grazie a un nono posto nella Feature Race di Baku. Torna a podio arrivando terzo nella prima gara sul Circuito di Silverstone.

### IndyCar

#### Rahal Letterman Lanigan Racing (2021-2024)

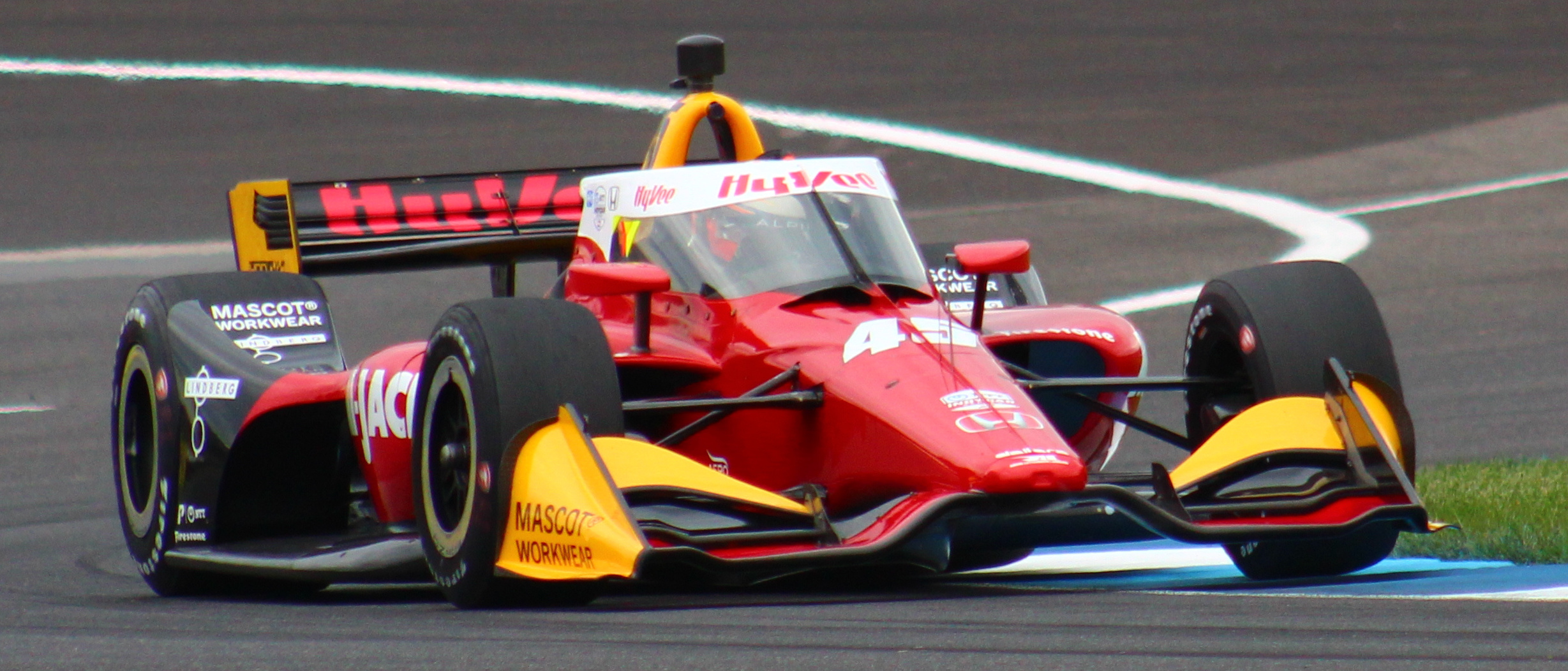
Lundgaard in IndyCar nel 2021.

Il 26 luglio del 2021 al Barber Motorsports Park testa per la prima volta la Dallara DW12, monoposto utilizzata nella IndyCar Series. Il 9 agosto Lundgaard annuncia che debutterà nel campionato americano con il team Rahal Letterman Lanigan Racing sullo storico circuito di Indianapolis. In qualifica segna il quarto tempo assoluto ma in gara scende fino alla 12ª posizione.
Il 20 ottobre dello stesso anno Lundgaard viene ufficializzato come pilota titolare del team Rahal Letterman Lanigan Racing per la stagione 2022. Il danese si dimostra tra i Rookie più competitivi e veloci, e, dopo essere finito quattro volte nella top 10, ad Indianapolis conquista il suo primo podio nella categoria, arrivando secondo dietro ad Alexander Rossi. Lundgaard ottiene due top 5 e altre cinque top 10, chiudendo quattordicesimo in classifica venendo nominato Rookie dell'anno.
Visti i buoni risultati, il team Rahal Letterman Lanigan Racing rinnova il contratto di Lundgaard per tre anni, inoltre viene promosso alla guida della vettura numero 45. Ottiene a sorpresa la pole position nell'IMS GMR GP ed in gara ottiene un ottimo quarto posto, risultato che ripete anche nella corsa di Mid-Ohio. All'Exhibition Place di Toronto ottiene la sua seconda pole position e vince la sua prima corsa in IndyCar.

#### McLaren (2025-)
Il due luglio del 2024, il pilota danese viene annunciato come nuovo pilota della Arrow McLaren a partire dalla stagione 2025 al posto di Alexander Rossi.

## Risultati

### Riassunto della carriera
| Stagione | Campionato              | Team                           | Gare | Vittorie | Pole | Gpv | Podi | Punti | Pos. |
| -------- | ----------------------- | ------------------------------ | ---- | -------- | ---- | --- | ---- | ----- | ---- |
| 2017     | F4 NEZ Championship     | MP Motorsport                  | 21   | 10       | 9    | 10  | 13   | 292   | 1º   |
| 2017     | Formula 4 spagnola      | MP Motorsport                  | 20   | 7        | 6    | 7   | 18   | 334   | 1º   |
| 2018     | Formula Renault Eurocup | MP Motorsport                  | 20   | 4        | 4    | 3   | 10   | 258   | 2º   |
| 2018     | GP3                     | MP Motorsport                  | 2    | 0        | 0    | 0   | 0    | 0     | 23º  |
| 2019     | Formula 3               | ART Grand Prix                 | 16   | 1        | 2    | 2   | 2    | 97    | 6º   |
| 2019     | Formula 2               | Trident                        | 2    | 0        | 0    | 0   | 0    | 0     | 23º  |
| 2020     | Formula 2               | ART Grand Prix                 | 24   | 2        | 1    | 2   | 6    | 149   | 7º   |
| 2021     | Formula 2               | ART Grand Prix                 | 23   | 0        | 0    | 0   | 3    | 50    | 12º  |
| 2021     | IndyCar Series          | Rahal Letterman Lanigan Racing | 1    | 0        | 0    | 0   | 0    | 19    | 37º  |
| 2022     | IndyCar Series          | Rahal Letterman Lanigan Racing | 17   | 0        | 0    | 0   | 1    | 323   | 14º  |
| 2023     | IndyCar Series          | Rahal Letterman Lanigan Racing | 17   | 1        | 2    | 1   | 1    | 390   | 8º   |
| 2024     | IndyCar Series          | Rahal Letterman Lanigan Racing | 8    | 0        | 0    | 0   | 1    | 156*  |      |

* Stagione in corso

### Risultati in GP3
(legenda) (Le gare in grassetto indicano la pole position) (Le gare in corsivo indicano Gpv)
| Stagione | Team          | 1   | 2   | 3   | 4   | 5   | 6   | 7   | 8   | 9   | 10  | 11  | 12  | 13  | 14  | 15  | 16  | 17  | 18  | Punti | Pos |
| -------- | ------------- | --- | --- | --- | --- | --- | --- | --- | --- | --- | --- | --- | --- | --- | --- | --- | --- | --- | --- | ----- | --- |
| 2018     | MP Motorsport | CAT | CAT | LEC | LEC | RBR | RBR | SIL | SIL | HUN | HUN | SPA | SPA | MNZ | MNZ | SOC | SOC | YMC | YMC | 0     | 23º |
| 2018     | MP Motorsport |     |     | 12  | 13  |     |     |     |     |     |     |     |     |     |     |     |     |     |     | 0     | 23º |

### Risultati in Formula 3
(legenda) (Le gare in grassetto indicano la pole position) (Le gare in corsivo indicano Gpv)
| Stagione | Team           | 1   | 2   | 3   | 4   | 5   | 6   | 7   | 8   | 9   | 10  | 11  | 12  | 13  | 14  | 15  | 16  | Pos. | Punti |
| -------- | -------------- | --- | --- | --- | --- | --- | --- | --- | --- | --- | --- | --- | --- | --- | --- | --- | --- | ---- | ----- |
| 2019     | ART Grand Prix | CAT | CAT | LEC | LEC | RBR | RBR | SIL | SIL | HUN | HUN | SPA | SPA | MNZ | MNZ | SOC | SOC | 97   | 6º    |
| 2019     | ART Grand Prix | 2   | 6   | Rit | 15  | 26  | 17  | 7   | 5   | 1   | 5   | 4   | 4   | 13  | 9   | 14  | 9   | 97   | 6º    |

### Risultati in Formula 2
(legenda) (Le gare in grassetto indicano la pole position) (Le gare in corsivo indicano Gpv)
| Stagione | Team           | 1   | 2   | 3   | 4   | 5   | 6   | 7    | 8    | 9    | 10   | 11  | 12  | 13  | 14  | 15  | 16  | 17  | 18  | 19  | 20  | 21   | 22   | 23   | 24   | Punti | Pos. |
| -------- | -------------- | --- | --- | --- | --- | --- | --- | ---- | ---- | ---- | ---- | --- | --- | --- | --- | --- | --- | --- | --- | --- | --- | ---- | ---- | ---- | ---- | ----- | ---- |
| 2019     | Trident        | BHR | BHR | BAK | BAK | CAT | CAT | MON  | MON  | LEC  | LEC  | RBR | RBR | SIL | SIL | HUN | HUN | SPA | SPA | MNZ | MNZ | SOC  | SOC  | YMC  | YMC  | 0     | 23°  |
| 2019     | Trident        |     |     |     |     |     |     |      |      |      |      |     |     |     |     |     |     | C   | C   |     |     |      |      | 14   | 12   | 0     | 23°  |
| 2020     | ART Grand Prix | RBR | RBR | RBR | RBR | HUN | HUN | SIL1 | SIL1 | SIL2 | SIL2 | CAT | CAT | SPA | SPA | MNZ | MNZ | MUG | MUG | SOC | SOC | SAK1 | SAK1 | SAK2 | SAK2 | 149   | 7º   |
| 2020     | ART Grand Prix | 4   | 5   | 6   | 1   | Rit | 13  | 4    | 2    | 2    | 21   | 11  | 11  | 17  | 7   | 3   | 2   | 6   | 1   | Rit | 13  | 19   | 6    | 21   | 12   | 149   | 7º   |
| 2021     | ART Grand Prix | BHR | BHR | BHR | MON | MON | MON | BAK  | BAK  | BAK  | SIL  | SIL | SIL | MNZ | MNZ | MNZ | SOC | SOC | SOC | JED | JED | JED  | YMC  | YMC  | YMC  | 50    | 12º  |
| 2021     | ART Grand Prix | 6   | 2   | 12  | Rit | Rit | 12  | 11   | Rit  | 9    | 3    | 13  | 21  | 3   | 14  | 11  | 7   | C   | 9   | 6   | 15  | 7    | 15   | 18   | 15   | 50    | 12º  |

### Risultati in IndyCar
| Stagione | Squadra                        | Telaio       | Nº | Motore    | 1      | 2      | 3      | 4      | 5       | 6       | 7      | 8      | 9      | 10     | 11     | 12     | 13     | 14     | 15     | 16     | 17     | Punti | Pos. |
| -------- | ------------------------------ | ------------ | -- | --------- | ------ | ------ | ------ | ------ | ------- | ------- | ------ | ------ | ------ | ------ | ------ | ------ | ------ | ------ | ------ | ------ | ------ | ----- | ---- |
| 2021     | Rahal Letterman Lanigan Racing | Dallara DW12 | 45 | Honda     | ALA    | STP    | TXS    | TXS    | IMS     | INDY    | DET    | DET    | ROA    | MDO    | NSH    | IMS 12 | GTW    | POR    | LAG    | LBH    |        | 19    | 37º  |
| 2022     | Rahal Letterman Lanigan Racing | Dallara DW12 | 30 | Honda     | STP 11 | TXS 19 | LBH 18 | ALA 15 | IMS 9   | INDY 18 | DET 14 | ROA 10 | MDO 11 | TOR 8  | IOW 10 | IOW 26 | IMS 2  | NSH 8  | MAD 19 | POR 21 | LAG 5  | 323   | 14º  |
| 2023     | Rahal Letterman Lanigan Racing | Dallara DW12 | 45 | Honda     | STP 9  | TXS 19 | LBH 14 | ALA 6  | IMS 4   | INDY 19 | DET 16 | ROA 7  | MDO 4  | TOR 1  | IOW 20 | IOW 13 | NSH 9  | IMS 4  | MAD 17 | POR 11 | LAG 6  | 390   | 8º   |
| 2024     | Rahal Letterman Lanigan Racing | Dallara DW12 | 45 | Honda     | STP 18 | LBH 23 | ALA 6  | IMS 3  | INDY 13 | DET 11  | ROA 11 | LAG 15 | MDO 7  | IOW 22 | IOW 17 | TOR 7  | GAT 15 | POR 13 | MIL 9  | MIL 12 | NSH 19 | 312   | 11º  |
| 2025     | Arrow McLaren                  | Dallara DW12 | 7  | Chevrolet | STP 8  | THE 3  | LBH 3  | ALA 2  | IMS 16  | INDY 9  | DET    | GAT    | ROA    | MDO    | IOW    | IOW    | TOR    | LAG    | POR    | MIL    | NSH    | 177*  |      |

* Stagione in corso.